# Malta ai Giochi della XI Olimpiade
Malta partecipò ai Giochi della XI Olimpiade, svoltisi a Berlino, Germania, dal 1 al 16 agosto 1936, con una delegazione di 11 atleti impegnati in due discipline.

## Risultati

### Pallanuoto
| Atleta | Classifica |                  |
| --- | --- | ---------------- |
| V · D · M Nazionale maschile maltese di pallanuoto · Giochi olimpici - Berlino 1936 Frendo Azzopardi · Demicoli · Lanzon · Wismayer · Schembri · B. Podestá · Scott · W. Podestá · Chetcuti · Albanese · Parlato Trigona · CT : - | 9° |                  |
| Nazionale maschile maltese di pallanuoto · Giochi olimpici - Berlino 1936 | |                  |
| Frendo Azzopardi · Demicoli · Lanzon · Wismayer · Schembri · B. Podestá · Scott · W. Podestá · Chetcuti · Albanese · Parlato Trigona · CT: -                                                                                      | Frendo Azzopardi · Demicoli · Lanzon · Wismayer · Schembri · B. Podestá · Scott · W. Podestá · Chetcuti · Albanese · Parlato Trigona · CT: - | Malta (bandiera) |